# Abraham Brueghel

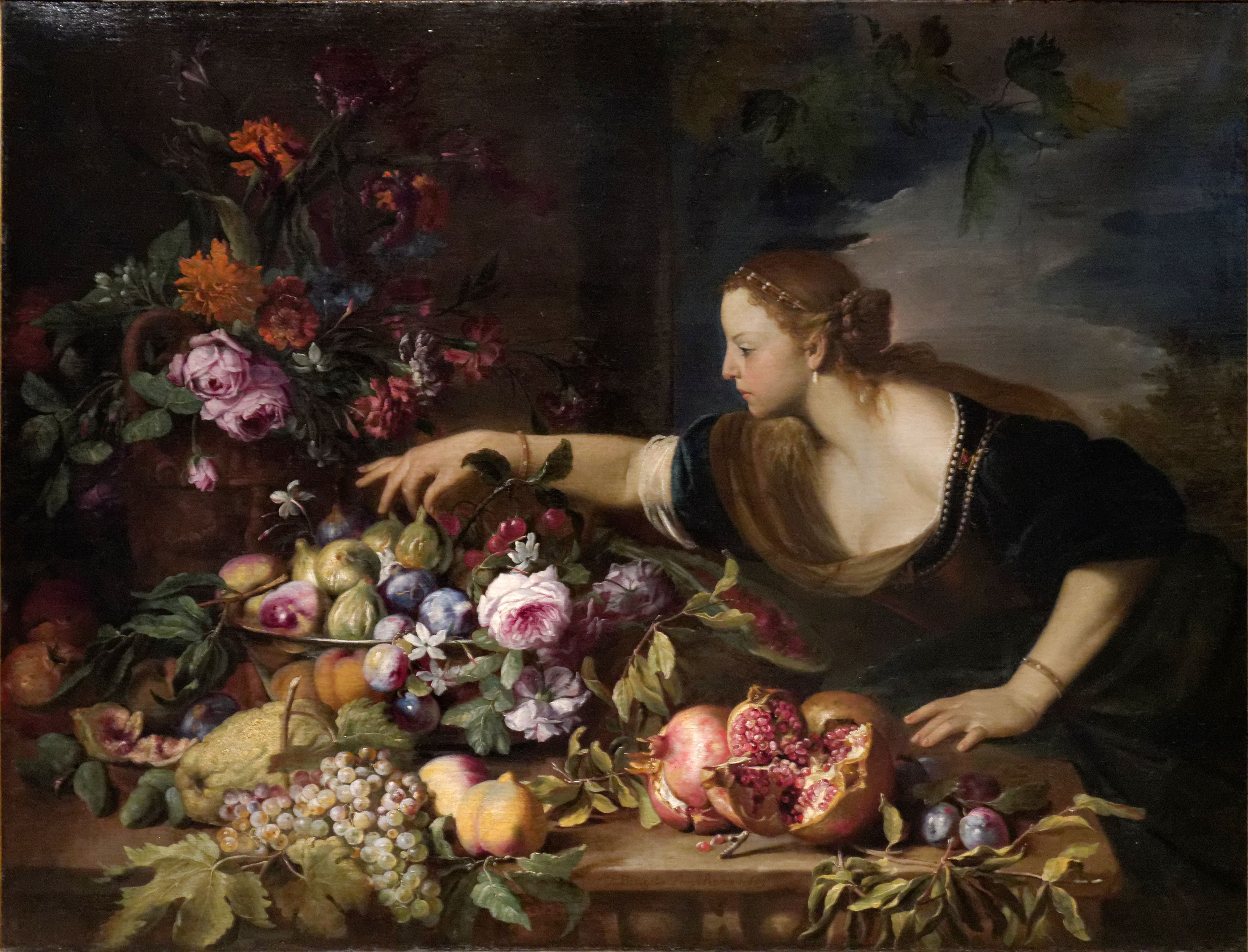
Abraham Brueghel: Mädchen mit Früchten, signiert und datiert 1669, Öl auf Leinwand, 128 × 149 cm, Louvre, Paris. Das Mädchen wurde wahrscheinlich von einem anderen Künstler gemalt.

Abraham Brueghel, genannt Neapolitaner (in Italien: Abramo Brughelo fiamengo; 〰 (getauft am) 28. November 1631 in Antwerpen; † 1697 in Neapel) war ein flämischer Maler des Barock aus der Brueghel-Dynastie, der vor allem auf Blumen und Früchte spezialisiert war. Er lebte und wirkte fast ausschließlich in Italien.

## Leben
Er war der zweite, und wohl auch begabteste, Sohn von Jan Brueghel dem Jüngeren und seiner Frau Anna Maria Janssens (um 1605–1668), und somit ein Enkel von Jan Brueghel dem Älteren. Seine erste Ausbildung erhielt er von seinem Vater, der bereits 1646 ein kleines, von dem 14- oder 15-jährigen „Abram“ gemaltes Blumenbild zum Verkauf anbot.
Einige Autoren meinen, er sei bereits um 1648–49 in Italien gewesen, doch war er 1655 in der Malergilde von Antwerpen eingeschrieben.
Gesichert ist seine Anwesenheit in Rom etwa ab 1659. Wahrscheinlich ist er identisch mit einem Maler namens Brugolo fiammengo, der 1660 beschuldigt wurde, den französischen Maler François Chiave mit einem Teller oder einer Platte geschlagen zu haben, nachdem er von diesem beleidigt worden war – der Vorfall ereignete sich in der Via Babuino, wo Brueghel zu der Zeit wohnte.
Brueghel hatte in Italien großen Erfolg und knüpfte schon bald auch Kontakte zu dem Kunstsammler Gaspar Roomer in Neapel, wo er sich vorübergehend um 1663 aufhielt. Auf derselben Reise kam er eventuell bis nach Messina zu dem bekannten Kunstsammler Don Antonio Ruffo, der eine ganze Reihe von Werken des Malers für seine Sammlung erwarb. Daneben fungierte Abraham Brueghel einige Jahre als künstlerischer Berater und Unterhändler für Ruffo; eine erhellende Briefkorrespondenz der beiden aus der Zeit von 1665 bis 1671 ist erhalten.

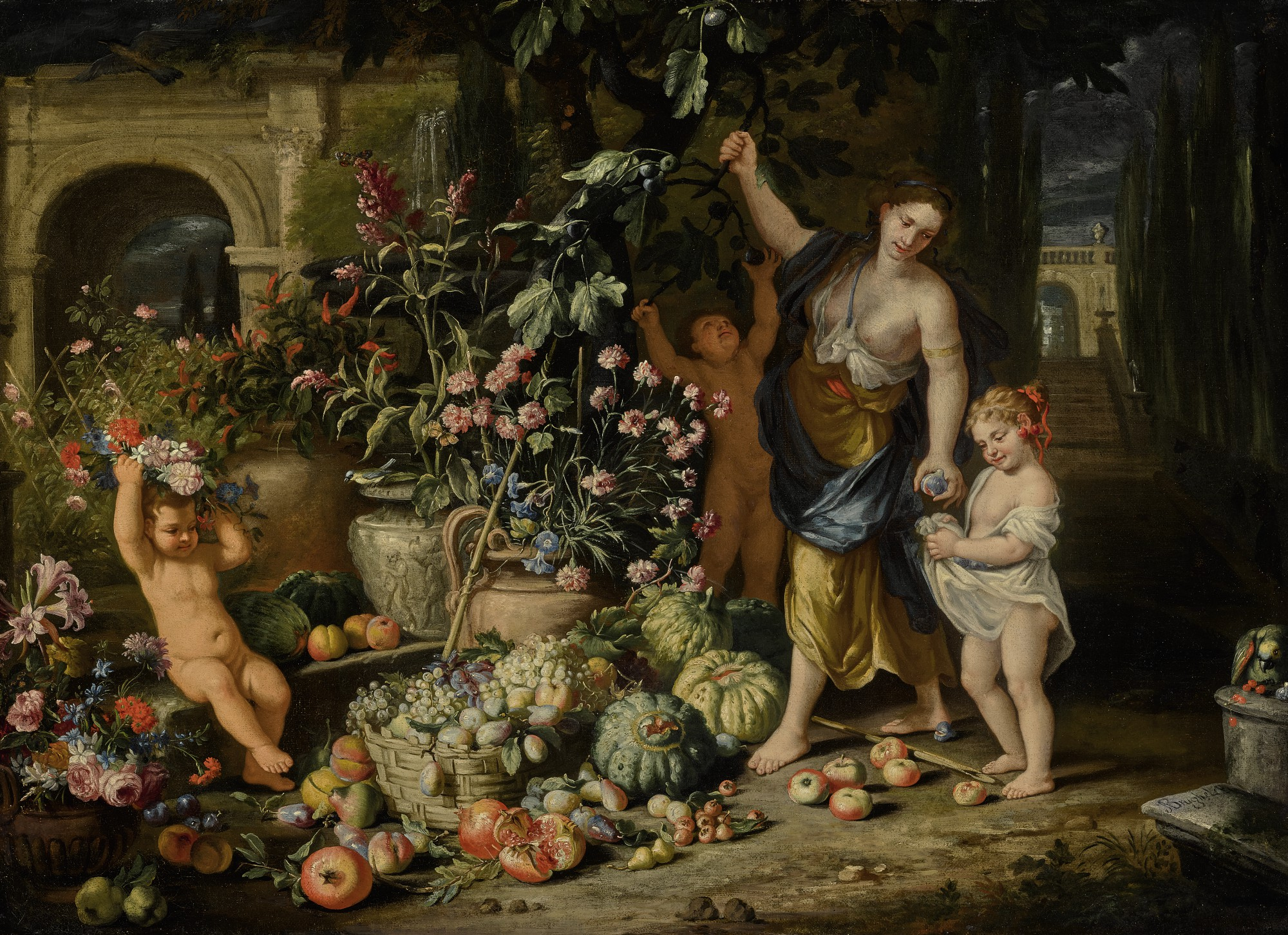
Abraham Brueghel und Nicola Vaccaro: Junge Frau und Kinder in einem Terrassengarten, signiert, ca. 1680–1697, Öl auf Leinwand, 71,8 × 99,0 cm, Privatsammlung

1666 heiratete Abraham Brueghel in Rom seine erste Frau Angela Buratti, die um 1669 starb.
Neben reinen Stillleben schuf Brueghel gemeinsam mit verschiedenen, nicht immer identifizierbaren Figurenmalern auch Darstellungen junger Frauen, seltener auch Putten oder männliche Figuren, inmitten von Blumen und Früchten – eine Idee, die er in dieser Form wahrscheinlich von dem seinerzeit erfolgreichsten römischen Blumenmaler Mario Nuzzi übernahm. Zu diesem Genre gehörten zwei um 1663 für Don Antonio Ruffo gemalte große allegorische Stillleben Frühling und Herbst, ebenso wie sein frühestes bekanntes datiertes Gemälde, ein Mädchen mit Früchten im Louvre in Paris, das er „A.Breugel Fecit. Roma 1669“ signierte. Bereits aus dem Folgejahr sind weitere signierte Gemälde erhalten, die er mit „fecit Roma 1670“ datierte. Typisch für seine Signatur ist laut Thieme-Becker die Verschmelzung der Initialen A und B (ABruegel oder ABreugel).
Am 3. August 1670 wurde er in die Malergilde Roms, die Accademia di San Luca, aufgenommen; er gehörte auch zu den Bentvueghels und war da unter dem Bentnamen „Rhyngraef“ (Rheingraf) bekannt.
Im März 1671 ist er zum ersten Mal in Neapel nachgewiesen, wo er am 28. Oktober 1672 seine zweite Frau Maria Angela Borani oder Boccati (gestorben 1678) heiratete. Laut Bernardo De Dominici hatte Abraham Brueghel drei Kinder, zwei Söhne namens Gasparo und Pompilio, sowie eine Tochter.
Anfang der 1670er Jahre malte er zwei Bilder für Kardinal Flavio Chigi.
Bis Oktober 1674 nahm Abraham Brueghel noch an Versammlungen der Accademia di San Luca in Rom teil, wo er zuletzt am 3. Januar 1675 bei den Bentvueghels nachgewiesen ist. Danach lebte er bis zu seinem Tode im Jahr 1697 in Neapel, wo seine Malerei sehr bewundert wurde und er „sehr berühmt“ („famosissimo“) war.
1684 gehörte Brueghel zu den Malern, die unter der Oberleitung von Luca Giordano eine seinerzeit bewunderte Serie von Gemälden zum Fronleichnamsfest schufen; dabei malte er gemeinsam mit Giovan Battista Ruoppolo die beiden Allegorien Frühling und Sommer, in die wahrscheinlich Paolo de Matteis die Figuren hineinmalte; das letztere wurde von Riccardo Lattuada mit einem bei Christie’s versteigerten Gemälde identifiziert.
Er starb 1697 in Neapel.

## Stil

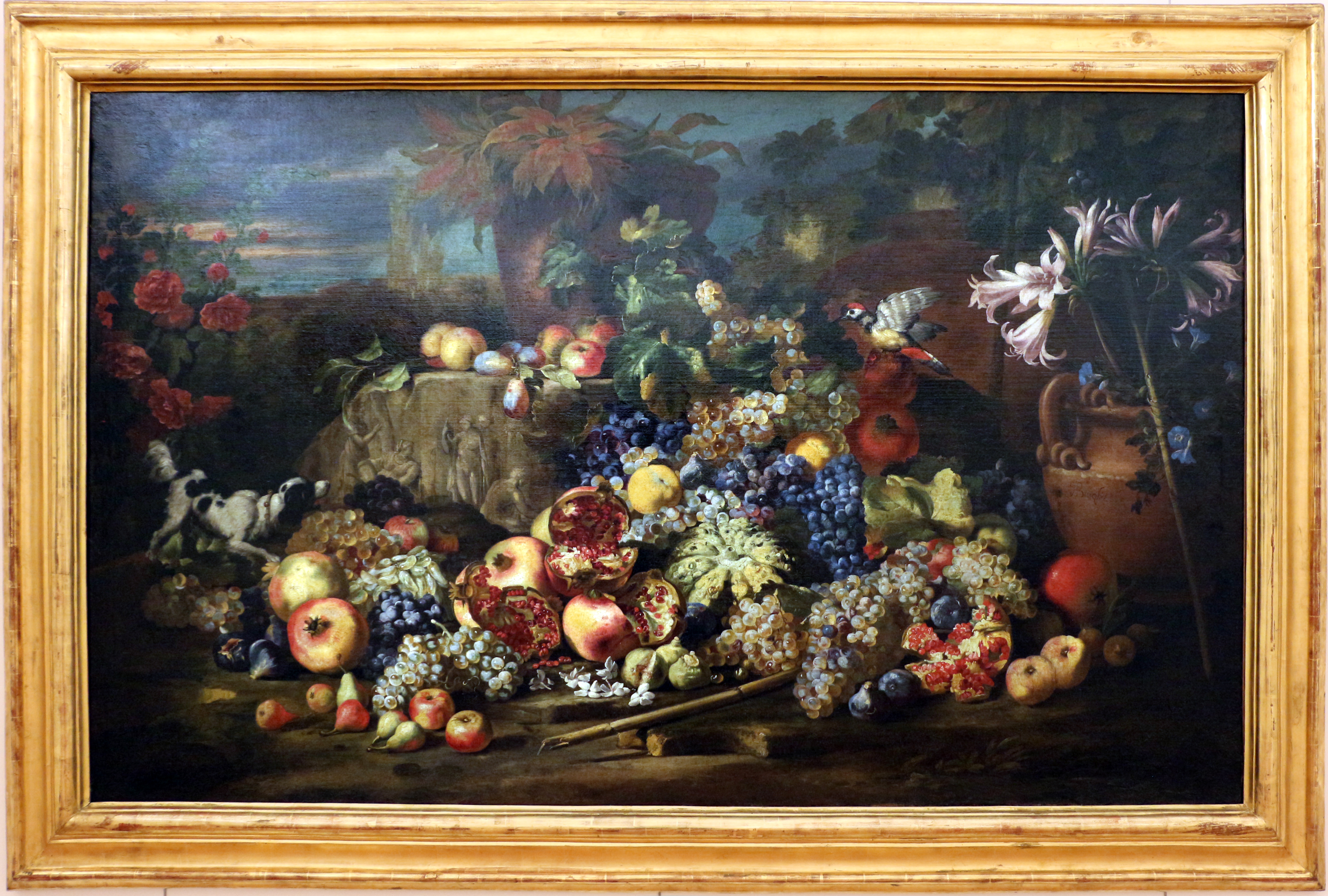
Stillleben mit Früchten, Blumen, einem antiken Relief und Tieren, Öl auf Leinwand, Palazzo Lanfranchi (Museo nazionale d’arte), Matera Basilicata

In seiner Kunst ging Abraham Brueghel in der italienischen Stillleben-Tradition auf und ihm wird ein wichtiger Einfluss auf die neapolitanische Schule der Blumen- und Früchtemalerei zugeschrieben. Seine in einem hochbarocken Stil gemalten Stillleben sind weniger der minutiösen Naturnachahmung nordischer Künstler verpflichtet als vielmehr durch italienische Künstler beeinflusst, wie den in Rom wirkenden Michelangelo del Campidoglio (eigtl. Michele Pace), mit dem es auch schon Zuschreibungsprobleme gab, sowie durch Mario Nuzzi oder den Neapolitaner Paolo Porpora. Typisch ist die üppige Wirkung seiner dekorativen Arrangements und ein lebendiger, schwungvoller Malstil mit satten, warmen Farben; es fällt zuweilen auch ein Hang zu bläulich gebrochenen Rot- bzw. Purpurtönen auf. Gerne bildete er (seinerzeit) typische Südfrüchte wie Granatäpfel, Feigen, Pfirsiche oder Melonen ab. Abraham Brueghel arbeitete öfters mit anderen Malern zusammen, die zu den gemeinsamen Werken die Figuren beisteuerten, während er die Blumen oder Früchte malte. Besonders gern scheint er in Rom mit Guglielmo Cortese (Guillaume Courtois) zusammengearbeitet zu haben, außerdem mit Baciccio, Giacinto Brandi (1623–1691) und Carlo Maratta; später in Neapel mit Giovan Battista Beinaschi, Nicola Vaccaro, Solimena, und laut De Dominici auch mit Luca Giordano.

## Bildergalerie

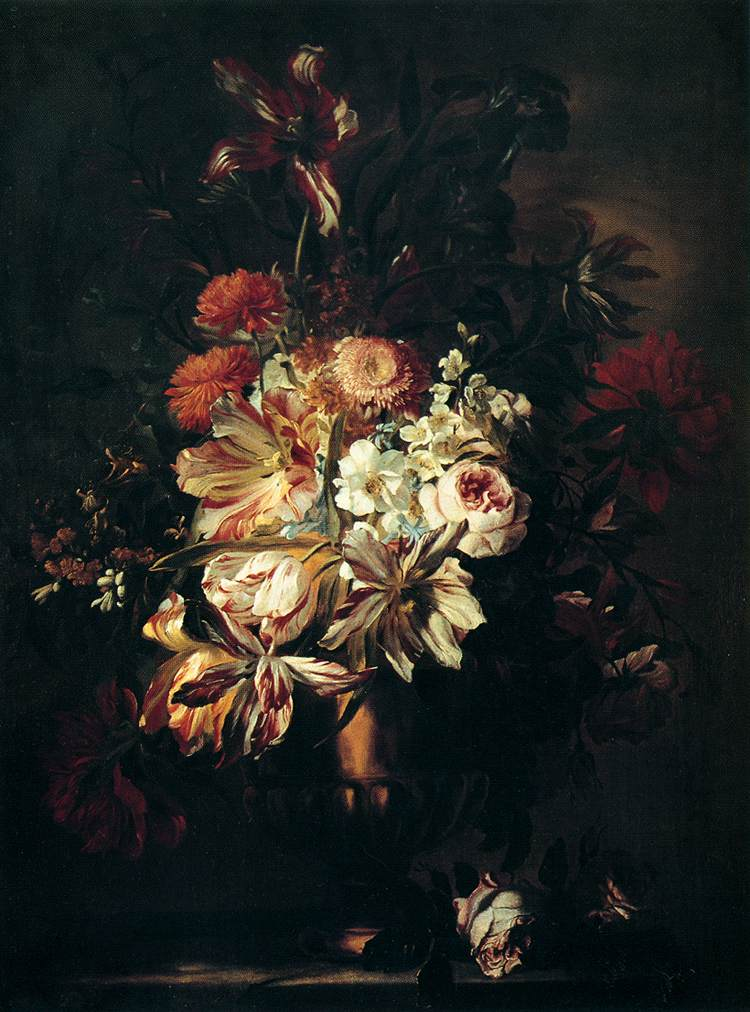
Blumen in einer Bronzevase, 1670, Öl auf Leinwand, 99 × 75 cm, Privatsammlung
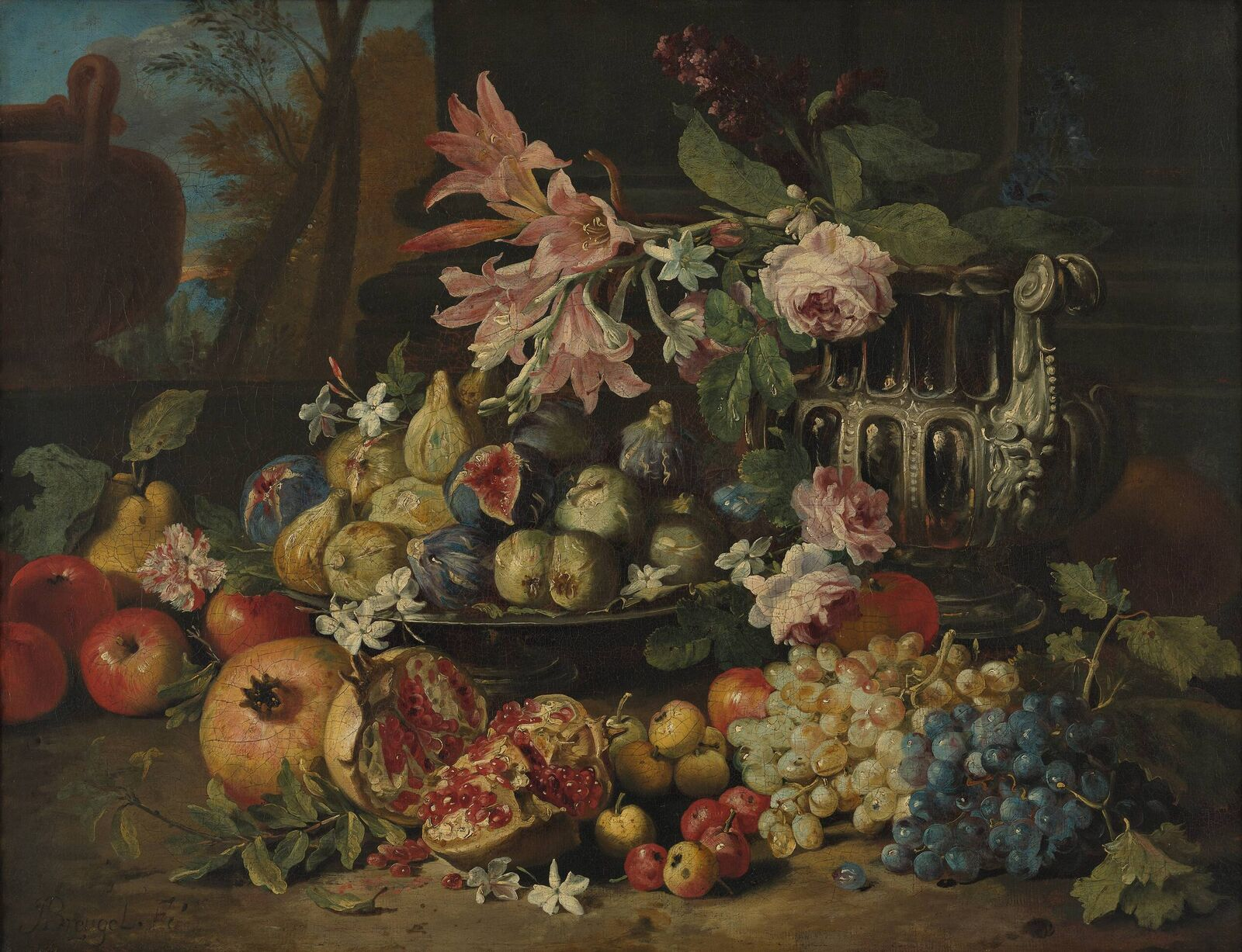
Stillleben mit Früchten und Blumen, um 1675, Öl auf Leinwand, 74,9 × 97,3 cm, Museum Boijmans Van Beuningen, Rotterdam
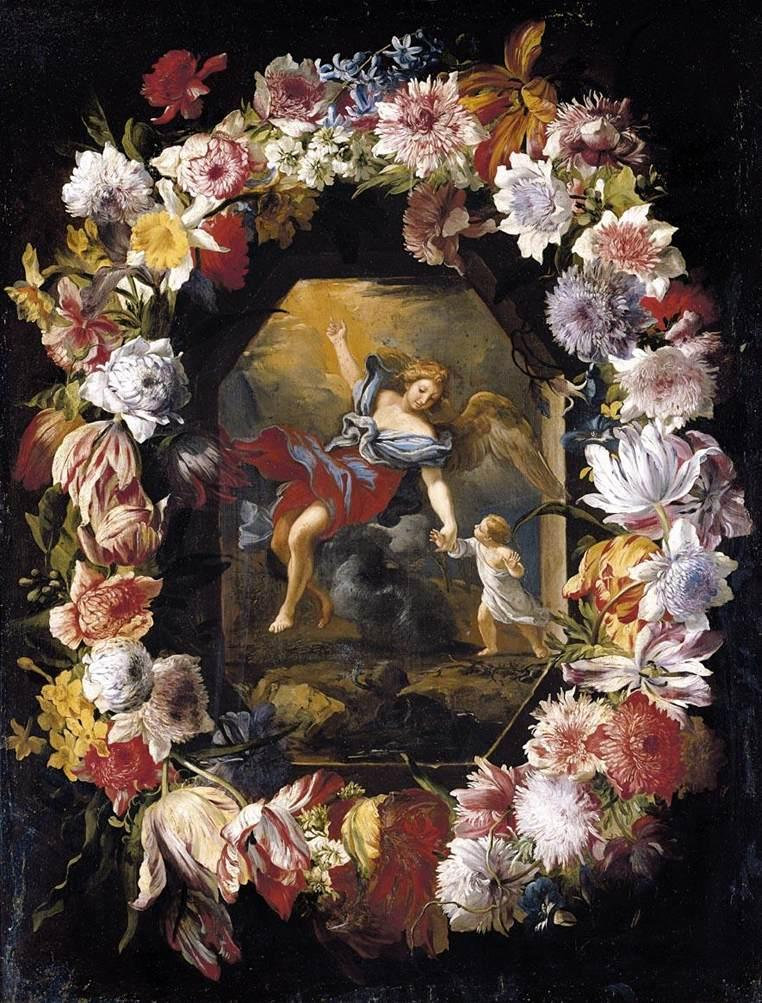
Abraham Brueghel & Guillaume Courtois: Girlande aus Anemonen, Tulpen und Narzissen mit dem Schutzengel, ca. 1660–70, Öl auf Leinwand, 97 × 74 cm, Privatsammlung
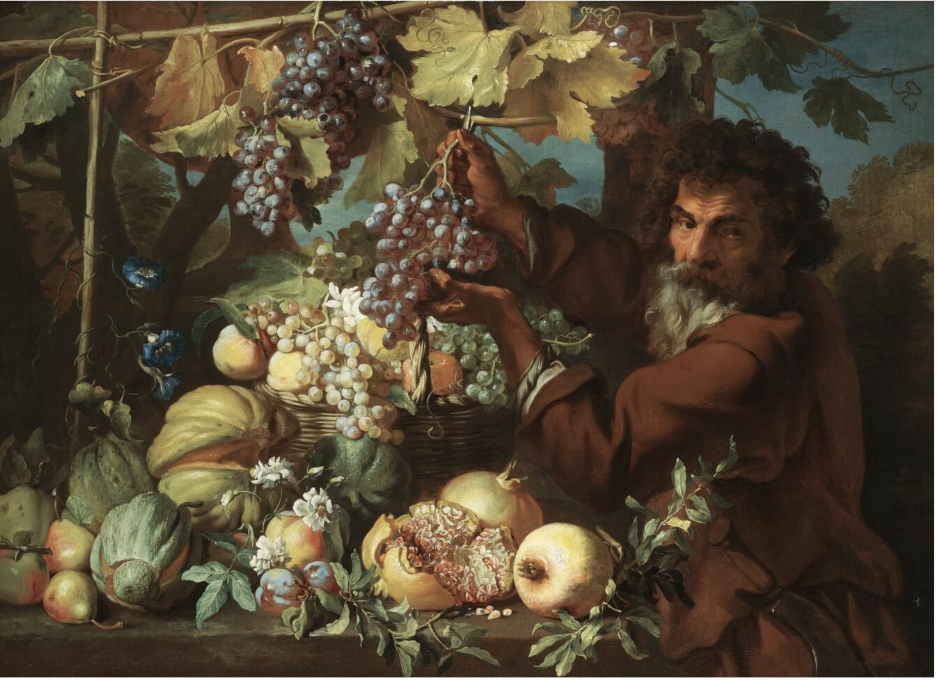
Allegorie des Herbstes, Öl auf Leinwand, 98,2 × 135,5 cm, Privatsammlung (?)
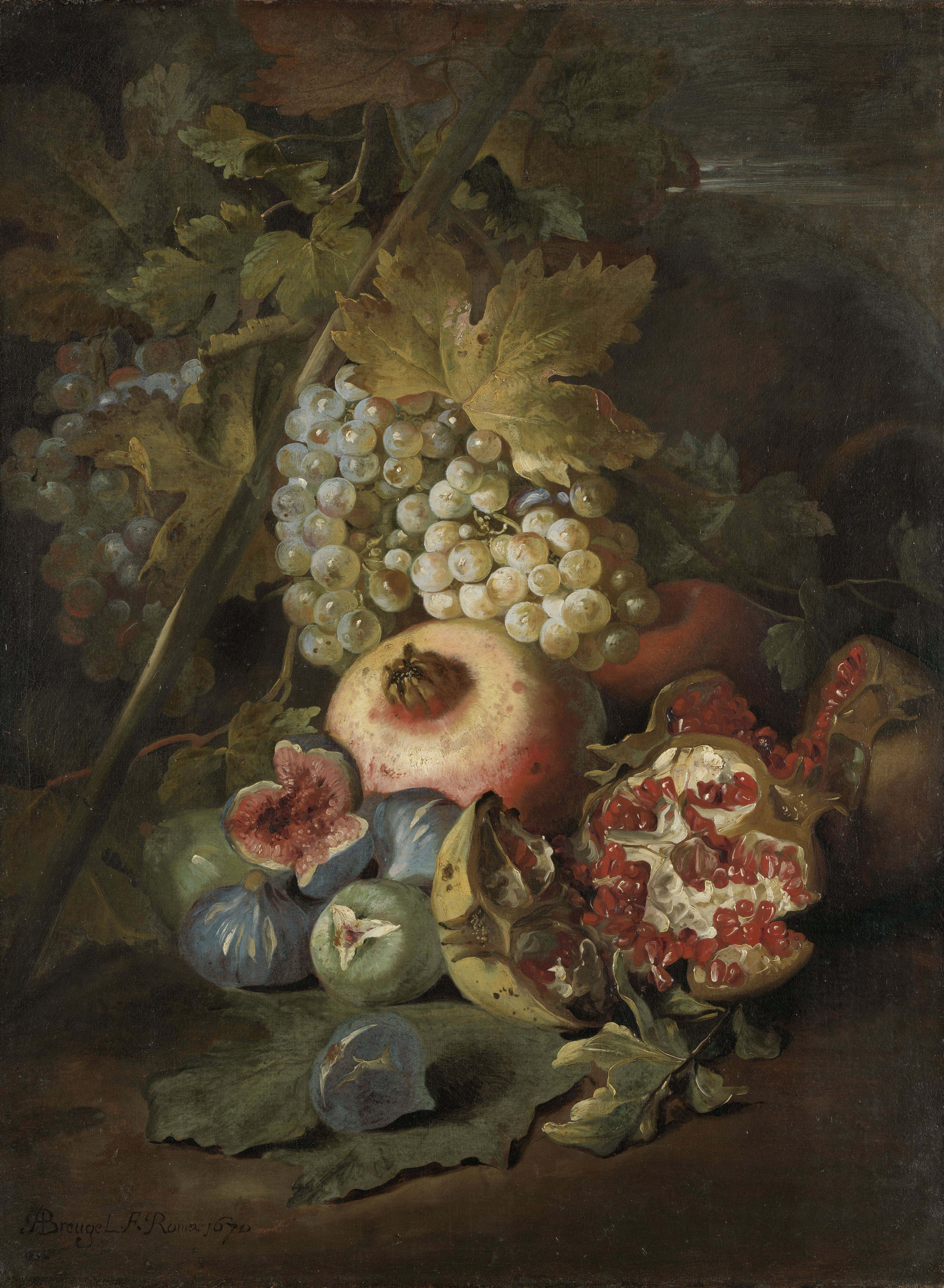
Stilleben mit Früchten, Rijksmuseum, Amsterdam
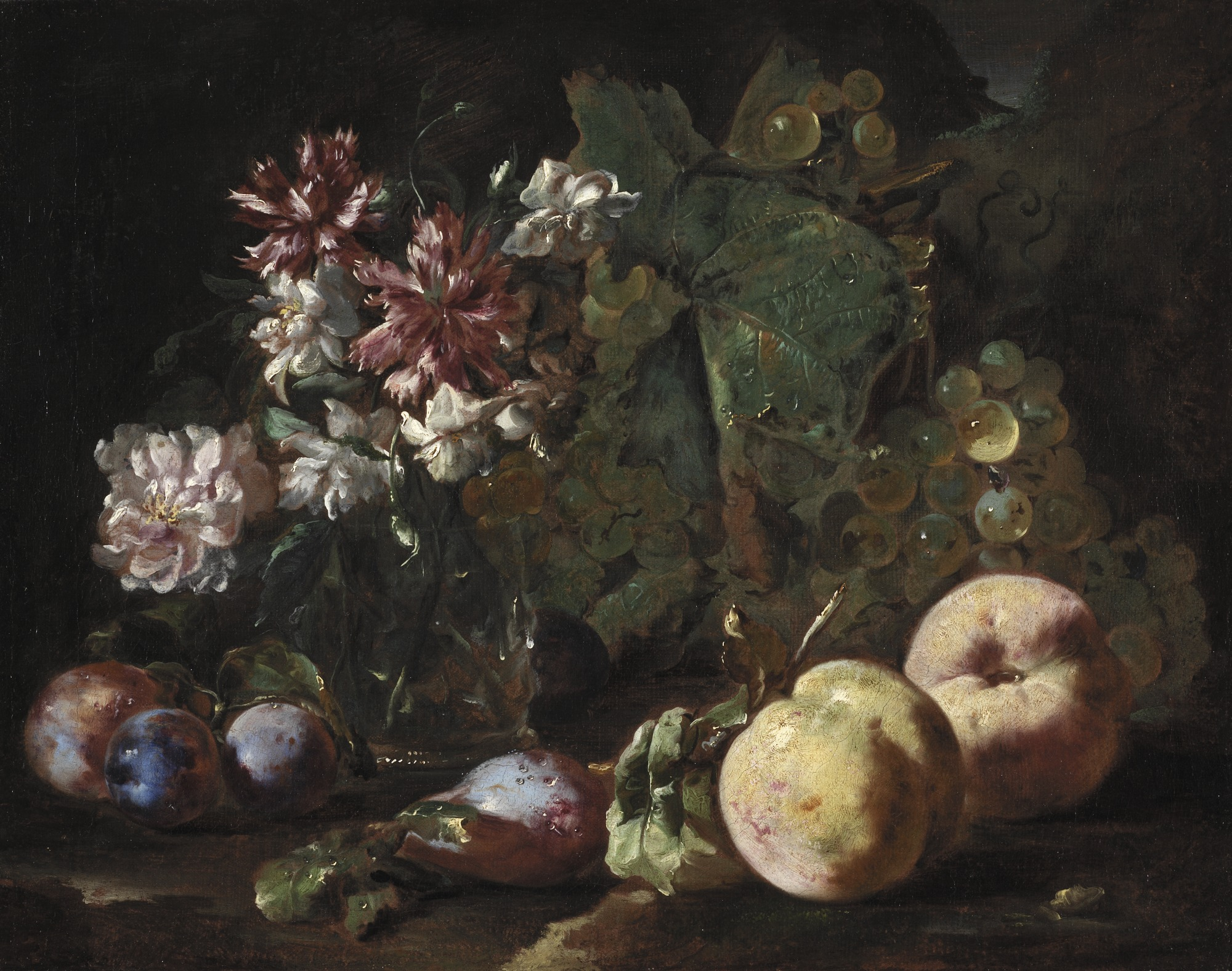
Stilleben mit Blumen und Früchten, Detroit Institute of Arts